# 山宮鼎
山宮 鼎（さんぐう かなえ、1877年〈明治11年〉6月5日 - 1951年〈昭和26年〉11月6日）は、日本の内務官僚。名古屋市助役。

## 経歴
山形県東置賜郡高畠町出身。米沢藩士の山宮咸一の長男として生まれる。山形中学校出身。1905年（明治38年）、早稲田大学法律科を卒業し、文部属となり普通学務局に配属された。1907年（明治40年）11月、文官高等試験に合格。東京府属、三重県事務官、長崎県事務官、鳥取県警察部長、北海道庁警察部長、栃木県内務部長を経て、1920年（大正9年）に神奈川県産業部長に就任した。その後、内務監察官を経て、1924年（大正13年）に退官した。
その後、名古屋市助役を1927年（昭和2年）まで務めた。

## 親族
- 弟 山宮允（詩人、英文学者）[3]